# Mbeya
Mbeya  este un oraș  în  partea de sud-vest a Tanzaniei. Este reședinta  regiunii Mbeya.